# Subasta en tiempo real
Una subasta en tiempo real (RTB) es un método mediante el cual el inventario publicitario se compra y vende por cada impresión, mediante subastas programáticas instantáneas similares a los mercados financieros. Con la puja en tiempo real, los compradores de publicidad en línea pujan por una impresión y, si ganan la puja, el anuncio del comprador se muestra inmediatamente en el sitio del editor. La puja en tiempo real permite a los anunciantes gestionar y optimizar anuncios de múltiples redes publicitarias, lo que les posibilita crear y lanzar campañas publicitarias, priorizar redes y asignar porcentajes del inventario no vendido, conocido como backfill.
La subasta en tiempo real se diferencia de las subastas estáticas en que la oferta se realiza por cada impresión, mientras que las subastas estáticas agrupan hasta varios miles de impresiones. Se promociona la RTB como más eficaz que las subastas estáticas tanto para los anunciantes como para los editores en términos de inventario publicitario vendido, aunque los resultados varían según la ejecución y las condiciones locales. La RTB sustituyó el modelo tradicional.

## Cómo funciona
Una transacción típica comienza cuando un usuario visita un sitio web. Esto activa una solicitud de puja que puede incluir diversos datos, como la información demográfica del usuario, su historial de navegación, la ubicación y la página que se está cargando. La solicitud pasa del editor a un ad exchange, que la envía junto con los datos adjuntos a múltiples anunciantes, quienes presentan pujas automáticamente en tiempo real para colocar sus anuncios. Los anunciantes pujan por cada impresión a medida que se sirve. La impresión se asigna al mejor postor y su anuncio se muestra en la página.
La puja se realiza de forma autónoma y los anunciantes establecen pujas máximas y presupuestos para una campaña publicitaria. Los criterios para pujar por determinados tipos de consumidores pueden ser muy complejos, pues tienen en cuenta desde perfiles de comportamiento muy detallados hasta datos de conversión. Se pueden usar modelos probabilísticos para determinar la probabilidad de un clic o una conversión en función del historial del usuario (también llamado user journey). Esta probabilidad puede utilizarse para determinar el valor de la puja para el espacio publicitario correspondiente.

### Plataformas del lado de la demanda
Las plataformas del lado de la demanda (DSP) ofrecen a los compradores acceso RTB directo a múltiples fuentes de inventario. Suelen simplificar las operaciones publicitarias con aplicaciones que agilizan el flujo de trabajo y los informes. Las DSP están orientadas a los anunciantes. La tecnología que impulsa un ad exchange también puede servir de base para una DSP, lo que permite sinergias entre campañas publicitarias.
La principal diferencia entre una red publicitaria y una DSP es que las DSP cuentan con tecnología para determinar el valor de una impresión individual en tiempo real (menos de 100 milisegundos) basándose en la información conocida sobre el historial del usuario.

### Plataformas del lado de la oferta
Los grandes editores suelen gestionar múltiples redes publicitarias y utilizan plataformas del lado de la oferta (SSP) para maximizar el rendimiento publicitario. Las SSP emplean los datos generados a partir de pujas a nivel de impresión para ayudar a personalizar las campañas publicitarias. Las aplicaciones para gestionar operaciones publicitarias también suelen integrarse en las SSP. La tecnología de las SSP deriva de la usada en los ad exchanges.